# 1827 год в истории железнодорожного транспорта
1827 год в истории железнодорожного транспорта

## События
- 28 февраля — Основана старейшая в США железная дорога Baltimore and Ohio Railroad.
- 7 сентября — В Австро-Венгрии открылась первая железная дорога на конной тяге.
- 19 декабря — В США основана железная дорога South Carolina Canal and Railroad Company, изначально связывавшая Чарлстон (Южная Каролина) и Гамбург (Южная Каролина).
- Клаудиус Крозет закончил осмотр местности для прокладки первой железной дороги в штате Виргиния. Дорога стала называться Chesterfield Railroad.